# Болеслав Балзукевич
Болеслав Балзукевич (пол. Bolesław Bałzukiewicz, лит. Boleslovas Balzukevičius, *12 лютого 1879, Вільно — †13 лютого 1935, там само) — польський скульптор. Автор медальйонів, реалістичних скульптурних груп («Емігранти», «Сироти», «Війна», 1905-1908), погруддя Адама Міцкевича, Йоахіма Лелевеля. Створив низку надгробних пам'ятників для некрополів Вільнюса.
Професор віленського Університету Штефана Баторія, очільник кафедри скульптури університету (1919-1935).

## Біографія
Народився в сім'ї віленського різьбяра Вінцента Балзукевича, брат художника Юзефа Балзукевича і художниці Люції Балзукевич.
Початкову художню освіту здобув у віленській Художній школі І. П. Трутнєва (1897-1902). У 1897-1902 навчався у краківській Академії мистецтв, в 1902-1903 продовжив навчання в Парижі. Жив у Вільні з 1903 або з 1904 до 1907 або 1908. У Парижі разом з Антонієм Вівульським відливав пам'ятник Грюнвальдській битві, брав участь у виставках. З 1919 знову жив у Вільні. Був професором кафедри скульптури Університету Штефана Баторія.
Похований на цвинтарі Расу у Вільні.

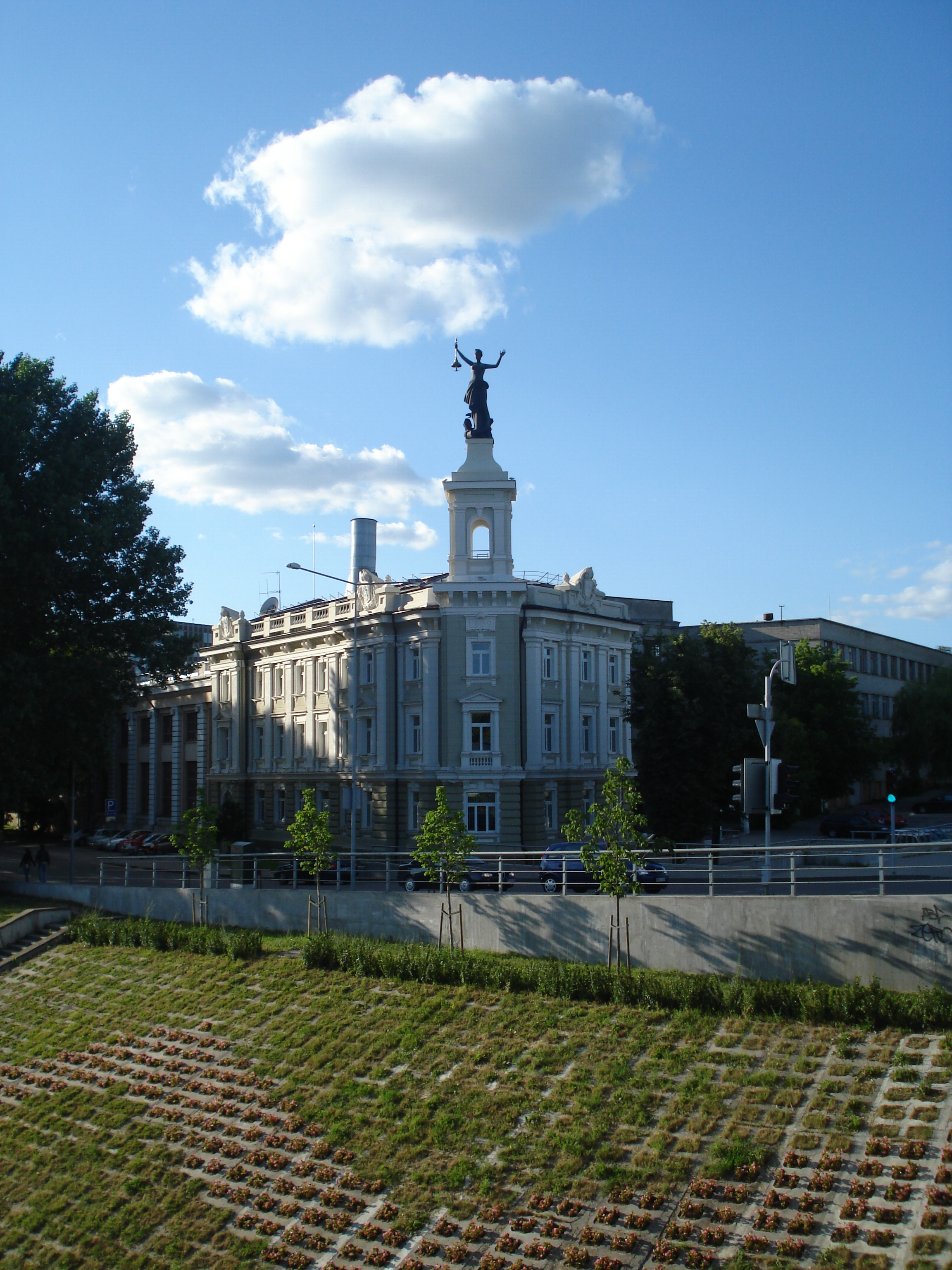
Електра

## Творчість
Одна з найважливіших робіт Балзукевича — алегорична постать Електрики на кутовий вежі будівлі віленської теплоелектростанції (вільнюська ТЕЦ) на березі Вілії (нині Музей енергетики, вул. Рінктінес 2, лит. Rinktinės g. 2). Скульптура «Електра» (висота 4 м) була встановлена в 1902. Вона зображала фігуру жінки з лавровим вінком на голові, що тримає в правій руці електричну лампу; піднесена вгору ліва рука сповіщає про нову світлу еру. У її ніг — фігура людини, що затуляє лівою рукою очі від сліпучого світла.
У 1957 або в 1958 статуя була знята; за твердженням історика архітектури Вільнюса Владаса Дрьоми, в 1970 вона була знищена. У 1994 статуя була відновлена скульптором Пятрасом Мазурасом за старими фотографіями і в 1995 встановлена на колишньому місці (бронза, висота 4 м).

### Святий Яцек

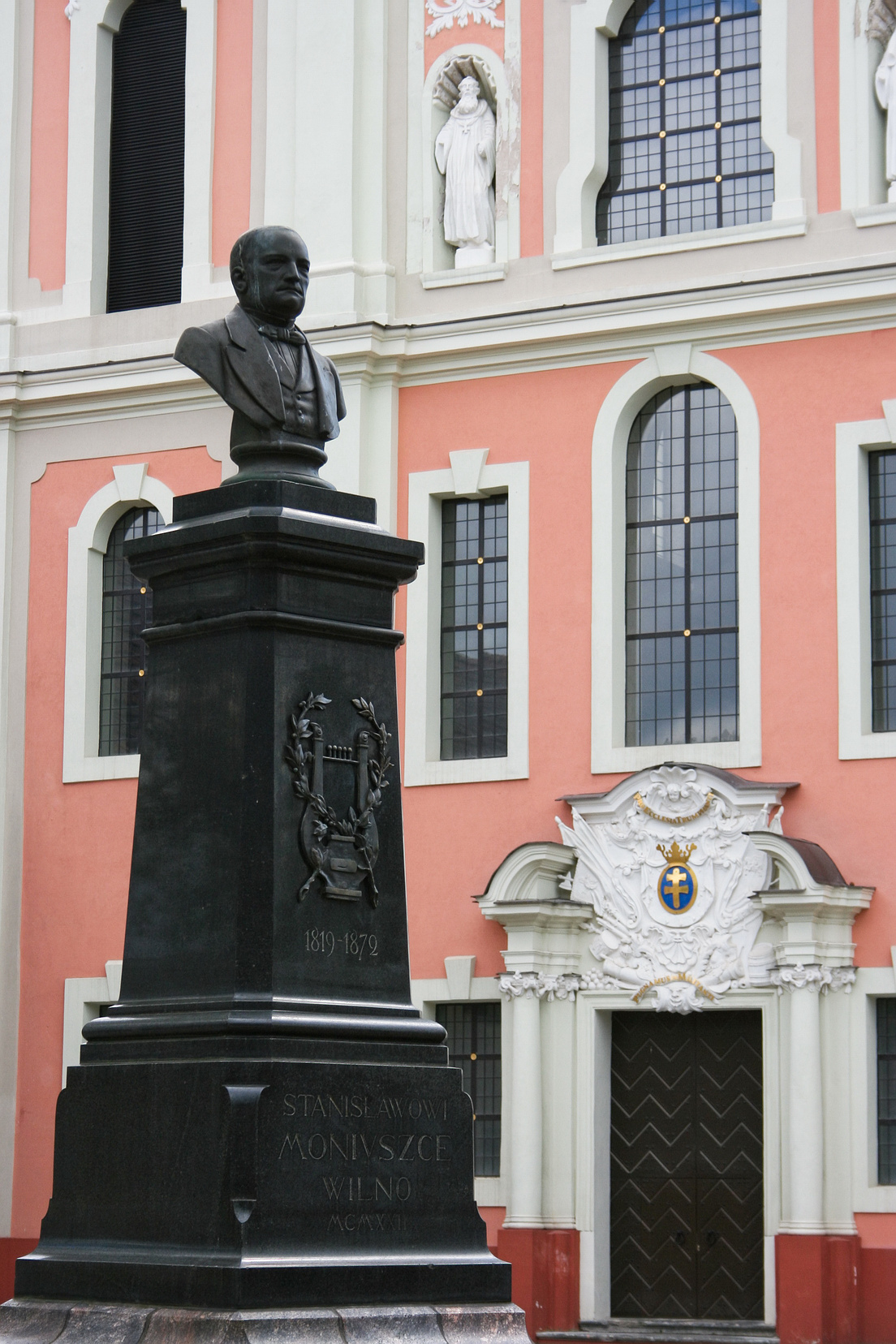
Пам'ятник Станіславу Монюшку

У 1901 (за іншими відомостями, в 1908 при реконструкції каплиці Святого Яцека (святий Гіацинт) біля колишньої міської застави (нині на перехресті вулиць Басанавічяуса лит. Jono Basanavičiaus та Муйтінес лит. Muitinės, звідки починаються проспект Саванорю лит. Savanorių prospektas, і вулиця С. Конарскьо лит. S. Konarskio) на ажурній вежі, колишня занепала дерев'яна статуя святого була замінена новою, створеною Балзукевичем. Статуя вагою 130 кг, висотою 2 м (за одними відомостями, з бронзи, за іншими — з міді зображує святого, одягненого в чернечий хабіт (гарніш), з монстранцією в правій руці і з статуєю Пресвятої Діви Марії з немовлям Ісусом в лівій, які він, по переказами, чудесним чином врятував під час навали татар, забравши зі своєї церкви і пройшовши по водній поверхні річки. Така ж скульптура Святого Яцека (з іншого матеріалу) встановлена в ніші бічного фасаду костелу Непорочного Зачаття Пресвятої Діви Марії в Жверинасі в Вільнюсі.

## Інші роботи
Балзукевич також відомий як автор пам'ятника композитору Станіславу Монюшко в сквері біля костелу Святої Катерини (1922; погруддя Монюшко встановлене на постаменті, що залишився від пам'ятника Олександру Пушкіну.

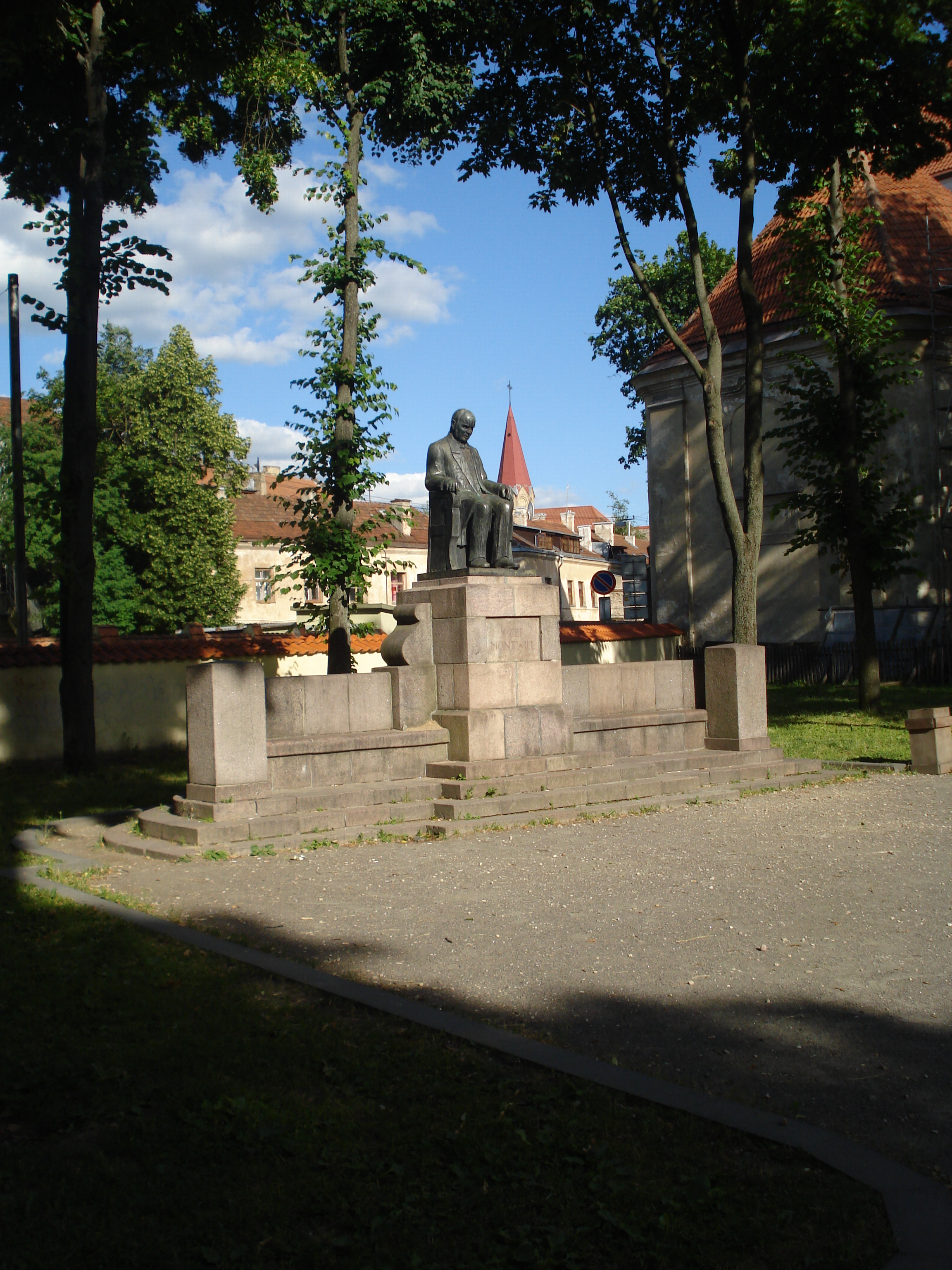
Пам'ятник Юзефу Монтвіллу

У 1929 до 350-річчя Віленського університету в нішах будівлі аули були встановлені алегоричні фігури Істини і Краси роботи Болеслава Балзукевича. Після Другої світової війни вони були знищені.
Скульптор створив пам'ятник відомому банкіру і меценату Юзефу Монтвіллу в сквері біля францисканського костелу Вознесіння Пресвятої Діви Марії на вулиці Трокскій (нині Траку лит. Trakų g.; архітектор Ян Бровскій). Скульптура створена в 1911, пам'ятник поставлений в 1935, за іншими відомостями в 1931, до двадцятиріччя смерті Монтвілла. Пам'ятник являє собою бронзову фігуру Монтвілла (висотою 1,7 м), що сидить в кріслі на гранітному постаменті заввишки 2,2 м.

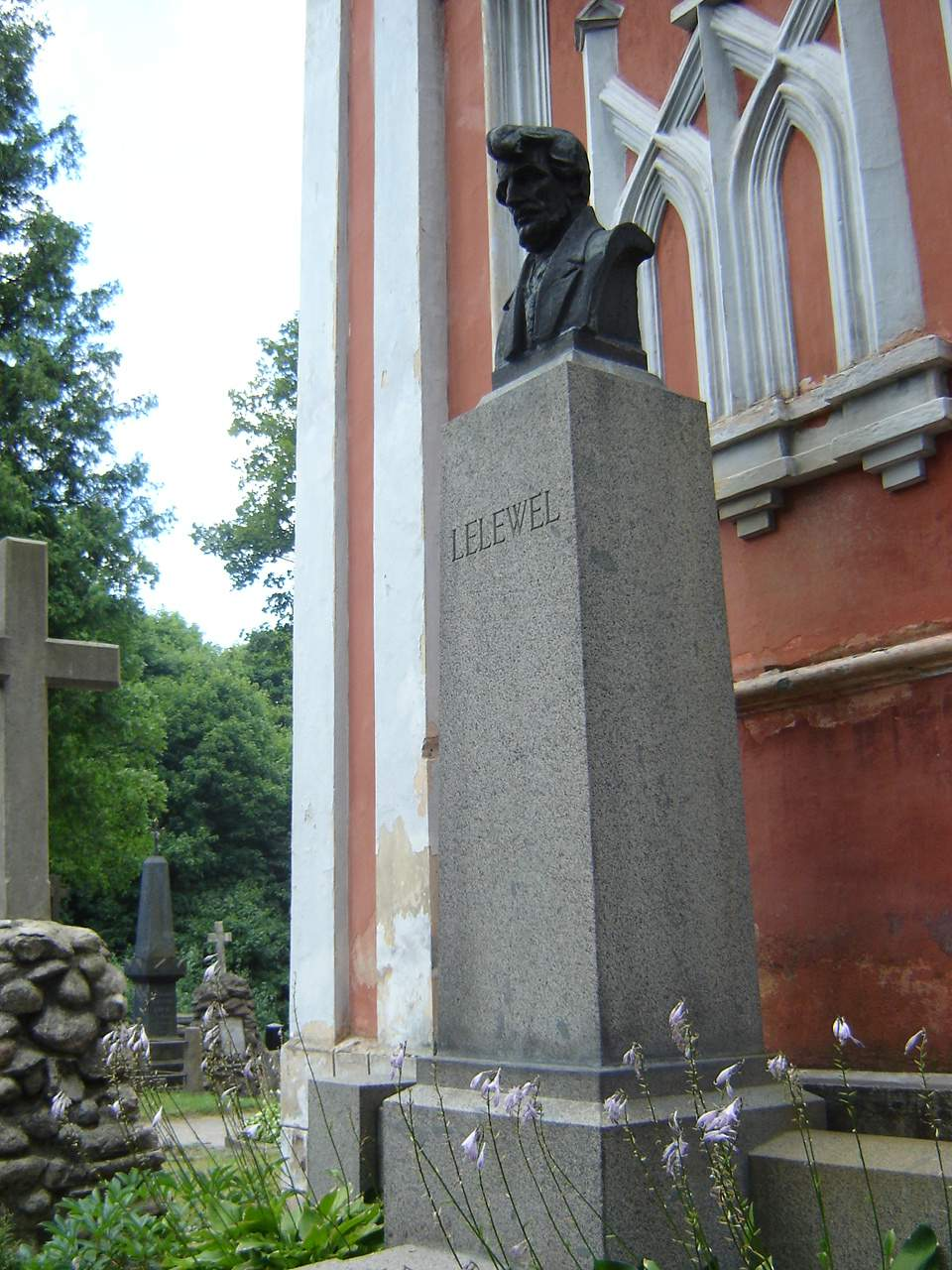
Пам'ятник на могилі Йоахіма Лелевеля

Автор медальйонів, реалістичних скульптурних груп («Емігранти», «Сироти», «Війна», 1905-1908), погруддя Адама Міцкевича, Йоахіма Лелевеля, меморіальних таблиць Антонію Вівульському та іншим. Створив надгробні пам'ятники на могилі брата Юзефа Балзукевича на цвинтарі Расу.
У 1933 на могилі поета, публіциста і журналіста Чеслава Янковського на цвинтарі Расу був встановлений пам'ятник за проектом Балзукевича і Фердинанда Рущіца у вигляді обеліска з урною нагорі, барельєфним портретом Янковського і написом латинською мовою «Qui nunquam queivit quiescit» («Покоїться той, хто ніколи не мав спокою»).